# Incidente do submersível Vickers Oceanics Pisces III

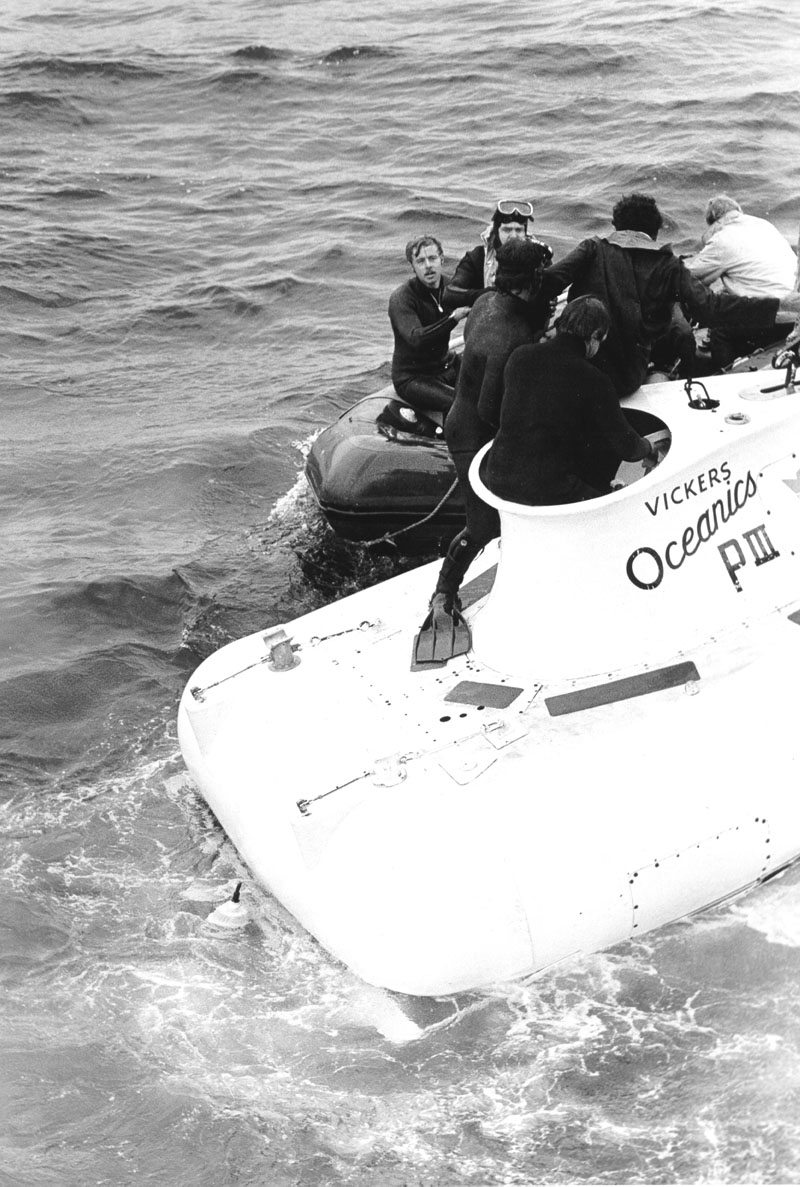
Uma equipe de mergulhadores especializados prestou assistência aos pilotos que foram salvos do submarino Pisces III.

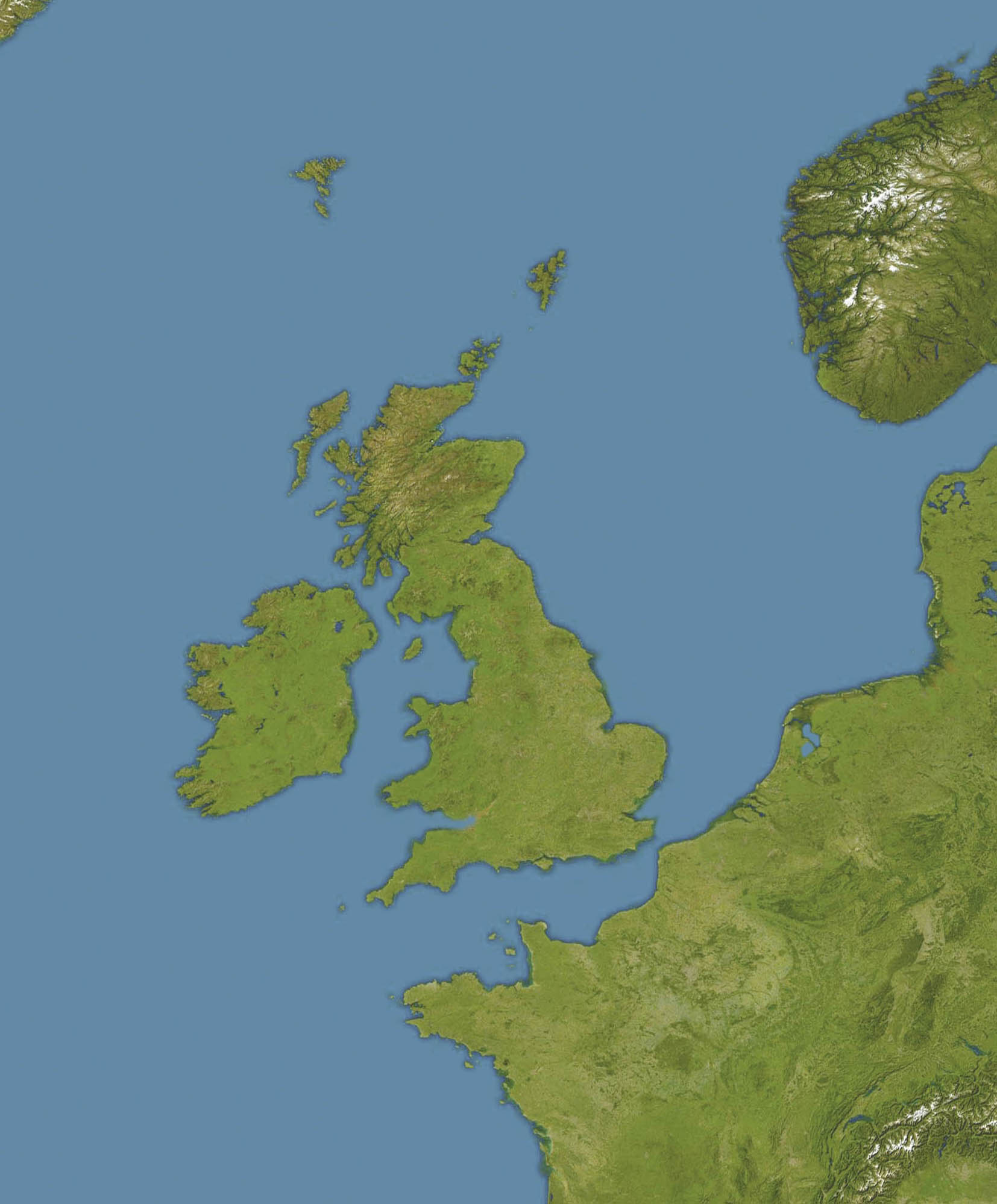
Resgate realizado na região do Mar Céltico.

O Incidente do submersível Vickers Oceanics Pisces III foi um incidente ocorrido entre 29 de agosto e 1º de setembro de 1973 que resultou num resgate multinacional de 76 horas de Roger Mallinson e Roger Chapman e que é até hoje o resgate submarino mais bem-sucedido da história.
O caso se deu após o pequeno submersível comercial ficar preso no fundo do mar a uma profundidade de 1.575 pés (480 m), 150 milhas (240 km) ao largo da Irlanda no Mar Celta. 
Em 1975, Chapman publicou um relato de seu resgate em seu livro intitulado "No Time on Our Side". Uma adaptação deste livro para a BBC Radio 4 foi transmitido pela primeira vez em 2 de junho de 1976. Além disso, "Mayday for Pisces III", um episódio da série Life at Stake da BBC One foi exibido em 24 de fevereiro de 1978.
Em agosto de 2013 foi anunciado que um filme retratando os acontecimentos do resgate estava em desenvolvimento, possivelmente estrelado por Jude Law e Ewan McGregor. Em julho de 2021, a Mark Gordon Pictures adquiriu os direitos para adaptar o livro "The Dive", de Stephen McGinty baseado no resgate, em um filme.

## Submersível e a tripulação
O submersível comercial canadense Pisces III media 20 pés (6 m) de comprimento por 7 pés (2 m) de largura por 11 pés (3 m) de altura. Foi construído pela International Hydrodynamics de North Vancouver, British Columbia , e foi lançado em 1969. Pisces III originalmente tinha aletas de cauda, que foram removidas para melhorar o acesso e manuseio quando o submersível foi comprado pela Vickers Oceanics. Se as aletas tivessem sido mantidas, elas teriam evitado o emaranhamento do cabo de reboque na esfera do maquinário da embarcação que causou o acidente de 1973.
Pisces III havia afundado uma vez antes, durante testes na baía de Vancouver em 1971. Peter Messervy da Vickers Oceanics, que lideraria a equipe de resgate após o acidente de 1973, foi um dos pilotos resgatados pelo submersível SDL-1 do Ministério da Defesa do Canadá.
O submersível Pisces III era tripulado pelo piloto Roger Chapman, de 28 anos, ex- submarinista da Marinha Real Britânica , e pelo engenheiro e piloto sênior de 35 anos, Roger Mallinson. Chapman foi invalidado da Marinha Real devido à visão imperfeita.

## Acidente
Durante as primeiras horas da quarta-feira, 29 de agosto de 1973, Chapman e Mallinson começaram um mergulho de rotina, o mergulho 325 do Pisces III . Eles estavam trabalhando na colocação de cabos telefônicos transatlânticos no fundo do mar, aproximadamente 150 milhas (240 km) a sudoeste de Cork , no sul da Irlanda. O trabalho deles exigia um turno de oito horas no submersível de 1,8 m de diâmetro, que se movia ao longo do fundo do mar usando jatos de água para liquefazer a lama e colocar cabos, depois cobrir os cabos. O submersível normalmente levaria aproximadamente 40 minutos para atingir uma profundidade de 1.600 pés (488 m).
Para Mallinson, esse mergulho também foi cansativo, pois ele havia passado mais de um dia consertando um manipulador quebrado no submarino. Durante o reparo, ele trocou o tanque de oxigênio por um cheio. Durante cada mergulho, os pilotos tinham que garantir que, a cada 40 minutos, ligassem um ventilador de hidróxido de lítio para remover o dióxido de carbono da atmosfera e também adicionar oxigênio adicional. Além disso, eles mantiveram um registro de comentários em vídeo durante cada mergulho.
Pouco depois das 9h, com o submersível prestes a ser retirado da água com um cabo de reboque de volta ao navio, um alarme de água soou na esfera de popa, uma parte autônoma do submersível contendo maquinário e armazenamento de óleo. O cabo de reboque aparentemente se enroscou na escotilha da esfera traseira e a abriu. A tripulação ouviu o som da água entrando no compartimento de popa quando o Pisces III se inverteu e começou a afundar de volta ao fundo do mar. A esfera de popa foi totalmente inundada com mais de uma tonelada de água.
A 175 pés (53 m), o submersível sacudiu até parar - mantido no comprimento máximo do cabo de reboque de náilon. A tripulação balançou nas correntes do mar até que a corda arrebentou. Os pilotos desligaram imediatamente todos os sistemas elétricos, o que deixou o submarino em total escuridão. Eles também conseguiram liberar um peso de lastro de chumbo de 400 lb (181 kg) enquanto desciam. Eles atingiram o fundo do mar às 9h30, a uma velocidade posteriormente considerada de 40 mph (18 m/s; 64 km/h).

## Contato inicial
Usando uma lanterna, a tripulação foi capaz de revisar os arredores e também chamou a nave-mãe para atualizá-los. O tanque cheio de oxigênio que Mallinson havia adicionado tinha capacidade para durar aproximadamente 72 horas, mas oito horas já haviam sido usadas, restando 64 horas.
Mallinson e Chapman passaram as primeiras horas arrumando o submersível que estava quase de cabeça para baixo. Eles verificaram todas as portas estanques em busca de vazamentos e se prepararam para o resgate. Para preservar o oxigênio, eles sabiam que tinham que fazer o mínimo de esforço físico possível, nem mesmo falar. Eles se colocaram o mais confortável possível, o mais alto possível, para evitar o ar fétido que descia.
Os pilotos tinham apenas um sanduíche e uma lata de limonada a bordo. Eles também decidiram permitir que o dióxido de carbono no ar se acumulasse além dos 40 minutos normais para conservar o oxigênio, o que resultou em letargia e sonolência para os dois homens. 

## Os esforços de resgate começam
Às 10h35, o navio de apoio Vickers Venturer , então no Mar do Norte , recebeu ordem de retornar ao porto mais próximo com o submersível Pisces II a bordo (que poderia ser retirado e levado para a Irlanda). Além disso, ao meio-dia, o navio de pesquisa da Marinha Real HMS Hecate navegou até o local do acidente para oferecer assistência com cordas especiais. A Marinha dos Estados Unidos ofereceu um submersível pertencente ao Departamento de Salvamento dos Estados Unidos, denominado Controlled Underwater Recovery Vehicle ( CURV-III ), que foi enviado da Califórnia , e o navio da Guarda Costeira canadense John Cabot partiu de Swansea.
Na quinta-feira, 30 de agosto, o Vickers Voyager chegou a Cork às 20h15 e carregou os submersíveis Pisces II e Pisces V , que voaram durante a noite. O navio deixou Cork às 22h30.
Às 2h da sexta-feira, 31 de agosto, o Vickers Voyager chegou ao local e lançou o Pisces II com uma corda de polipropileno presa. No entanto, a corda de elevação se soltou do braço do manipulador e o submersível teve que retornar à superfície para reparos. Uma tentativa feita por Pisces V falhou em encontrar o Pisces III acidentado e voltou à superfície depois que ficou sem energia. O relançado Pisces V teve mais sucesso e encontrou a tripulação às 12h44. No entanto, uma tentativa de amarrar uma corda falhou. Peixes V agora permaneceu com o atingido Peixes III . Uma tentativa de enviarPisces II down novamente teve que ser cancelado quando sofreu um vazamento.
Mesmo o recém-chegado CURV-III a bordo do John Cabot não conseguiu lançar devido a uma falha elétrica. Pouco depois da meia-noite, Pisces V recebeu ordem de subir à superfície, deixando os homens de Pisces III mais uma vez sozinhos. Eles estavam ficando sem oxigênio e hidróxido de lítio para limpar o dióxido de carbono da atmosfera em deterioração no submersível. Ambos os homens estavam com frio e molhados e sofrendo de fortes dores de cabeça.

## Resgate
A operação de resgate do Pisces III começou na manhã de sábado, 1º de setembro. O submersível de resgate Pisces II foi implantado às 4h02 e, em pouco mais de uma hora, às 5h05, ele havia anexado com sucesso um botão de alternância construído para esse fim. e corda de reboque de polipropileno para a esfera traseira do angustiado Pisces III.
O CURV-III, um veículo subaquático operado remotamente, também se juntou à operação. Às 10h35, conseguiu prender outro cabo de reboque ao submersível encalhado. Neste ponto, a tripulação do Pisces III consumiu sua única comida e bebida disponível a bordo.
O levantamento do Pisces III começou às 10h50. Este procedimento, no entanto, fez com que o submersível se sacudisse significativamente, desorientando ainda mais a tripulação. O elevador foi temporariamente interrompido a uma profundidade de 350 pés (107 m) para desembaraçar o CURV-III. A 100 pés (30 m), o processo de elevação foi interrompido novamente para permitir que os mergulhadores prendessem cabos de elevação mais pesados ao submersível.
Às 13h17, Pisces III finalmente rompeu a superfície. Os mergulhadores imediatamente tentaram abrir a escotilha para permitir a entrada de ar fresco no submersível. No entanto, levou quase 30 minutos adicionais para conseguir isso. Quando a escotilha finalmente se abriu, os dois tripulantes lutaram para deixar a nave, tendo ficado confinados por um total de 84 horas e 30 minutos. Avaliações subseqüentes revelaram que restavam apenas 12 minutos de suprimento de oxigênio em Pisces III. Refletindo sobre a situação difícil, o autor R. Frank Busby declarou mais tarde: "... a tripulação do PISCES III pode agradecer por não estar a 250 milhas, em vez de 150 milhas de Cork."